# Blu
Blu er et dansk produktionsselskab med hjemsted i København. Selskabet blev stiftet i 2001 af Henrik Hancke Nielsen, der er manden bag skabelsen af mange store internationale tv-succeser som Den Store Klassefest, Det perfekte kup og Venner for livet. Blu beskæftiger sig med produktion af tv-programmer i underholdnings- og faktagenren.
Blus formater er gennem en årrække blevet distribueret af FremantleMedia, som er en verdens største producenter og distributører af underholdnings-tv og tv-drama.[kilde mangler] Blu er FremantleMedia's ene produktionsselskab i Danmark, mens Miso Film er det andet. Blu repræsenterer gennem Fremantles ejerskab et af verdens største underholdningskataloger.

## Produktioner
- Stjerne for en aften (2001-2005)
- Boxen (2001-2008)
- Zulu Awards (2002-2008)
- Thorsen (2002)
- Den eneste ene (2003)
- Endelig fredag (2003-2004)
- Idols (2003)
- Bluff (2004)
- Rent hjem (2004-2007)
- Åbent hus (2004-2005)
- Fra skrot til slot (2004-2007)
- Scenen er din (2004-2007)
- Ryd op i dit liv (2005)
- Grib Mikrofonen (2005-2006)
- Showtime (2005-2006)
- Svigermekanikken flytter ind (2006)
- Bonde søger brud (2006-2008)
- Ka' du danse? (2006)
- Gu' ske lov du kom (2006-2007)
- Sangstjerner (2007)
- Danmarks bedste ide (2007)
- Plan B (2007)
- Hypnose (2007)
- Hjemløs (2007)
- X Factor (2008)
- Gi' mig 5 (2008)
- Priskrig (2008)
- Elsk mig i nat (2008)
- Hul i hovedet (2008)
- Talent 2008 (2008)
- Skolen (2008)
- Dagens mand – Fyr eller flamme (2008)
- Stå op (2008)
- Live fra Bremen (2009-2010)
- Hells Kitchen (2010)